# عزرا جونسون
عزرا جونسون (بالإنجليزية: Ezra Johnson)‏ هو لاعب كرة قدم أمريكية أمريكي، ولد في 2 أكتوبر 1955 في شريفبورت في الولايات المتحدة.

## وصلات خارجية
- عزرا جونسون على موقع مرجع كرة القدم المحترفة.كوم (الإنجليزية)